# 丸山芳登
丸山 芳登（まるやま よしと、1885年3月17日 - 1959年12月19日）は、日本の医学者。台北帝国大学医学部教授。

## 経歴
1885年、山形県に生まれる。1910年、東京帝国大学医学部卒業。その後日本統治下の台湾にわたり、台湾総督府医学研究所の技手となる。1919年10月、台湾総督府医学校助教授に就任。1923年、教授に昇進。1926年、「ペスト菌の有毒性並に抗体原性に関する実験的研究」により東京帝国大学から医学博士を授与。博士号取得後、ドイツ・フランス・イギリス各国に留学。台湾に戻ったのち、当地の医事衛生環境の向上に尽力する。1945年、終戦により日本に帰国。帰国後も研究をつづけ、1957年に出版した著書「日本領時代に遺した台湾の医事衛生業績」は1970年代以前の台湾医学史研究における最も重要な史料とみなされている。1959年、74歳で死去。

## 著書
- 『日本領時代に遺した台湾の医事衛生業績』、1957
- 『黴毒血清診断学』金原商店、1927